# Revue celtique
La revue Études celtiques, anciennement Revue celtique est une revue consacrée à l'étude de la celtologie, créée en 1870 par Henri Gaidoz et ressuscitée en 1936 par Joseph Vendryes.
Elle publie des articles de Henri d'Arbois de Jubainville, Joseph Loth, Georges Dottin, Émile Ernault.

## Historique

### Origine
C'est en grande partie pour rompre l'isolement de ses amis de la Société de linguistique qu'il venait de créer, qu'en 1869 Henri Gaidoz, alors âgé de 27 ans, lança sa souscription à la Revue celtique, publication dont il annonçait la parution imminente. 197 personnes répondirent  son appel, dont seulement 17 résidaient en Bretagne ; quelques uns de l'évêché de Quimper et Léon (Finistère), d'autres de Tréguier (Trégor), et le renommé Kervarker.
C'est en mai 1870 que parut le premier fascicule de la Revue celtique. La collaboration que Gaidoz parvint à s'assurer pour ce numéro inaugural est prestigieuse : 25 linguistes et folkloristes de divers pays, faisant autorité dans leur domaine respectif : Henri d'Arbois de Jubainville, Ernest Renan, Prosper Levot, Fañch an Uhel, Whitley Stokes, Friedrich Max Müller, Daniel Silvan Evans (en)[réf. nécessaire].

### Fin
À la mort de J. Loth en 1934, les publications cessèrent, mais elles reprirent deux ans plus tard, sous l'impulsion de Joseph Vendryes, avec un nouveau nom : "Études celtiques". Cependant, de 1948 à 1972, la parution devient irrégulière et à la mort de Vendryes, en janvier 1960, le secrétariat est assuré par Édouard Bachellery[réf. nécessaire].
En 1978, la revue bénéficie de la création d’un double secrétariat : Pierre-Yves Lambert (directeur d'études cumulant à l'EPHE) pour la linguistique ; Venceslas Kruta pour l’archéologie ; et le système des fascicules cède la place à un volume annuel.
En mai 2008, Pierre-Yves Lambert succède à Venceslas Kruta à la présidence du comité de rédaction d’Études celtiques élargi à de nouveaux membres, notamment Jean-Jacques Charpy qui assure la fonction de secrétaire.
En 2010, la revue est hébergée et soutenue par l’UMR 8546 Archéologie et philologie d’Orient et d’Occident du CNRS.